# Lod
Lod (tiếng Do Thái: לוד, tiếng Ả Rập: اللد) là một thành phố của Israel. Thành phố Lod thuộc quận Trung tâm. Thành phố Lod có diện tích km2, dân số khoảng 70.000 người (năm 2010), trong đó có 75% người Do Thái và 25% người Ả Rập. Tên gọi theo tên thành phố Kinh thánh Lod. Khi al-Ludd, như nó được biết đến bởi người Ả Rập trước năm 1948, bị Israel chiếm, người Ả Rập đã bỏ chạy hoặc bị trục xuất và thành phố có dân định cư là những người định cư Do Thái, phần lớn là người tị nạn bị trục xuất khỏi các nước Ả Rập. Trong số dân số từ Ả Rập trước đây, chỉ còn lại 1056 người. Ngày nay nó chỉ được biết đến với tên Lod, tên tiếng Do Thái.
Sân bay chính của Israel, Sân bay quốc tế Ben Gurion (tên cũ là sân bay Lydda, RAF Lydda, và sân bay Lod) tọa lạc ở thành phố này.